# Теора (Л'Аквила)
Теора (итал. Teora) је насеље у Италији у округу Л'Аквила, региону Абруцо.
Према процени из 2011. у насељу је живело 61 становника. Насеље се налази на надморској висини од 740 м.